# Aaron Halle-Wolfssohn
Aaron Halle-Wolfssohn (ursprünglich Aharon ben Wolff von Halle, hebräisch אהרן בן וואלף מהאללי * vermutlich 1756 in Halle; † 20. März 1835 in Fürth) war ein deutsch-jüdischer Autor, Pädagoge und Vertreter der jüdischen Aufklärung.

## Leben
Aaron Halle-Wolfssohn verbrachte seine Kindheit und Jugend in Fürth, sein Vater Wolf Halle praktizierte dort als Arzt am jüdischen Krankenhaus. 1785 ging er nach Berlin, wo er die Bekanntschaft des Kreises der Aufklärer um Moses Mendelssohn machte. 1792 war er an der Gründung der Gesellschaft der Freunde beteiligt. Im selben Jahr wechselte er nach Breslau, wo er sich der Gesellschaft der Brüder anschloss und an der von dieser gegründeten Wilhelms-Schule, einer säkularen Bildungseinrichtung für jüdische Knaben, unterrichtete.
1804 wurde er Direktor dieser Schule, legte jedoch 1807 aus gesundheitlichen Gründen sein Amt nieder. Von 1807 bis 1813 war er der Privatlehrer der Kinder des Bankiers Jacob Herz Beer und der Salonnière Amalie Beer, darunter der spätere Komponist Giacomo Meyerbeer, der spätere Kaufmann Wilhelm Beer und der spätere Schriftsteller Michael Beer. Seinen Lebensabend verbrachte er, materiell gesichert durch eine Leibrente der Familie Beer, wieder in Fürth, wo er im Jahr 1835 verstarb.
Zu Halle-Wolfssohns wichtigsten Werken zählen neben diversen Artikeln in der Zeitschrift Ha-Meassef, als deren Herausgeber er einige Jahre lang fungierte, das Hebräisch-Lehrbuch Abtalion (1790), die Programmschrift Jeschurun (1804), aber auch zwei Komödien.

## Werke
- Abtalion. Jüdische Freischule, Berlin 1790 (vollständige einsehbare Web-Ressource in google books).
- Leichtßin und Frömmelei. Ein Familien Gemählde in drei Aufsügn. Breslau 1796; dass., Transkribierter Neudruck der in hebräischen Lettern gesetzten Ausgabe. Hrsg. v. Gunnar Och, Röhrig, St. Ingbert 1995 (Kleines Archiv des achtzehnten Jahrhunderts, Bd. 22). ISBN 978-3-86110-032-4.
- Jeschurun, oder unparteyische Beleuchtung der dem Judenthume neuerdings gemachten Vorwürfe. In Briefen. Cal Friedrich Barth jun., Breslau 1804 (Web-Ressource).